# Davis Cup 2019 – zóna Evropy a Afriky
Zóna Evropy a Afriky Davis Cupu 2019 představovala jednu ze tří kontinentálních zón 108. ročníku tenisové soutěže mužských týmů. Probíhala ve čtyřech výkonnostních skupinách. Se změnou herního formátu byl v 1. a 2. skupině zachován koncept dosažení výhry při zisku tří vítězných bodů (čtyři dvouhry a čtyřhra), ovšem se zrušením vyřazovacího systému pavouka, zatímco 3. se 4. skupinou probíhaly do dvou vítězných bodů (dvě dvouhry a čtyřhra), při zachování základních bloků a baráží. Kapitáni mohli do týmu nominovat až pět hráčů. Utkání se konala na dva vítězné sety, s možností závěrečného tiebreaku i v rozhodující sadě.

## I. skupina
- Datum: 13.–14. září a 14.–15. září 2019
- Formát: Dvanáct týmů se utkalo v šesti vzájemných mezistátních zápasech. Šest celků do skupiny sestoupilo z únorového kvalifikačního kola. Opuštěn byl koncept vyřazovacího systému pavouka. Vítězové postoupili do kvalifikačního kola 2020. Na poražené čakala účast v nově vytvořené baráži 2. světové skupiny 2020.[3]

Nasazené týmy
1. Česko
2. Švédsko
3. Rakousko
4. Maďarsko
5. Švýcarsko
6. Portugalsko

Další týmy
- Bělorusko
- Bosna a Hercegovina
- Finsko
- Izrael
- Slovensko
- Ukrajina

| Domácí              | výsledek | hosté           | místo konání | areál / hala                              | povrch    | zdroj |
| ------------------- | -------- | --------------- | ------------ | ----------------------------------------- | --------- | ----- |
| Bosna a Hercegovina | 2–3      | Česko [1]       | Zenica       | Arena Zenica                              | tvrdý (h) | [ 4 ] |
| Švédsko [2]         | 3–1      | Izrael          | Stockholm    | Kungliga tennishallen                     | tvrdý (h) | [ 5 ] |
| Finsko              | 2–3      | Rakousko [3]    | Espoo        | Espoo Metro Areena                        | tvrdý (h) | [ 6 ] |
| Maďarsko [4]        | 3–2      | Ukrajina        | Budapešť     | Sport 11 Sports, Leisure and Event Center | antuka    | [ 7 ] |
| Slovensko           | 3–1      | Švýcarsko [5]   | Bratislava   | AXA Aréna NTC                             | antuka    | [ 8 ] |
| Bělorusko           | 3–2      | Portugalsko [6] | Minsk        | Olympijské tenisové centrum republiky     | tvrdý (h) | [ 9 ] |

### Zápasy

#### Bosna a Hercegovina vs. Česko
| | Bosna a Hercegovina | 2 :                                                     | 3     | Česko |     |  |
| --- | ------------------- | ------------------------------------------------------- | ----- | ----- | --- |  |
| Arena Zenica, Zenica, Bosna a Hercegovina 14.–15. září 2019 tvrdý (hala) |                     |                                                         |       |       |     |  |
| \| \| \| \| 1. \| 2. \| 3. \| \| \| -- \| \| ------------------------------------------------------- \| ----- \| ----- \| --- \| \| \| 1. \| \| Mirza Bašić Jonáš Forejtek \| 5 7 \| 4 6 \| \| \| \| 2. \| \| Tomislav Brkić Jiří Veselý \| 2 6 \| 64 7 \| \| \| \| 3. \| \| Mirza Bašić / Tomislav Brkić Jiří Lehečka / Jiří Veselý \| 7 62 \| 6 3 \| \| \| \| 4. \| \| Mirza Bašić Jiří Veselý \| 79 67 \| 6 3 \| \| \| \| 5. \| \| Tomislav Brkić Jonáš Forejtek \| 1 6 \| 79 67 \| 1 6 \| \| \| \| \| \| \| \| \| \| \| \| \| \| \| \| \| \| \| \| \| \| \| \| \| \| \| \| \| \| \| \| \| \| \| \| \| \| \| \| \| \| |                     |                                                         |       |       |     |  |
| |                     |                                                         | 1.    | 2.    | 3.  |  |
| 1. |                     | Mirza Bašić Jonáš Forejtek                              | 5 7   | 4 6   |     |  |
| 2. |                     | Tomislav Brkić Jiří Veselý                              | 2 6   | 64 7  |     |  |
| 3. |                     | Mirza Bašić / Tomislav Brkić Jiří Lehečka / Jiří Veselý | 7 62  | 6 3   |     |  |
| 4. |                     | Mirza Bašić Jiří Veselý                                 | 79 67 | 6 3   |     |  |
| 5. |                     | Tomislav Brkić Jonáš Forejtek                           | 1 6   | 79 67 | 1 6 |  |
| |                     |                                                         |       |       |     |  |
| |                     |                                                         |       |       |     |  |
| |                     |                                                         |       |       |     |  |
| |                     |                                                         |       |       |     |  |
| |                     |                                                         |       |       |     |  |

#### Švédsko vs. Izrael
| | Švédsko | 3 :                                                                 | 1     | Izrael |    |            |
| --- | ------- | ------------------------------------------------------------------- | ----- | ------ | -- | ---------- |
| Kungliga tennishallen, Stockholm, Švédsko 13.–14. září 2019 tvrdý (hala) |         |                                                                     |       |        |    |            |
| \| \| \| \| 1. \| 2. \| 3. \| \| \| -- \| \| ------------------------------------------------------------------- \| ----- \| --- \| -- \| ---------- \| \| 1. \| \| Mikael Ymer Edan Lešem \| 6 3 \| 7 5 \| \| \| \| 2. \| \| Markus Eriksson Dudi Sela \| 78 66 \| 6 0 \| \| \| \| 3. \| \| Markus Eriksson / André Göransson Daniel Cukierman / Jonatan Erlich \| 0 6 \| 2 6 \| \| \| \| 4. \| \| Mikael Ymer Daniel Cukierman \| 6 4 \| 6 3 \| \| \| \| 5. \| \| Markus Eriksson Edan Lešem \| \| \| \| nehrálo se \| \| \| \| \| \| \| \| \| \| \| \| \| \| \| \| \| \| \| \| \| \| \| \| \| \| \| \| \| \| \| \| \| \| \| \| \| \| \| \| \| |         |                                                                     |       |        |    |            |
| |         |                                                                     | 1.    | 2.     | 3. |            |
| 1. |         | Mikael Ymer Edan Lešem                                              | 6 3   | 7 5    |    |            |
| 2. |         | Markus Eriksson Dudi Sela                                           | 78 66 | 6 0    |    |            |
| 3. |         | Markus Eriksson / André Göransson Daniel Cukierman / Jonatan Erlich | 0 6   | 2 6    |    |            |
| 4. |         | Mikael Ymer Daniel Cukierman                                        | 6 4   | 6 3    |    |            |
| 5. |         | Markus Eriksson Edan Lešem                                          |       |        |    | nehrálo se |
| |         |                                                                     |       |        |    |            |
| |         |                                                                     |       |        |    |            |
| |         |                                                                     |       |        |    |            |
| |         |                                                                     |       |        |    |            |
| |         |                                                                     |       |        |    |            |

#### Finsko vs. Rakousko
| | Finsko | 2 :                                                            | 3    | Rakousko |      |  |
| --- | ------ | -------------------------------------------------------------- | ---- | -------- | ---- |  |
| Espoo Metro Areena, Espoo, Finsko 13.–14. září 2019 tvrdý (hala) |        |                                                                |      |          |      |  |
| \| \| \| \| 1. \| 2. \| 3. \| \| \| -- \| \| -------------------------------------------------------------- \| ---- \| --- \| ---- \| \| \| 1. \| \| Patrik Niklas-Salminen Dominic Thiem \| 3 6 \| 4 6 \| \| \| \| 2. \| \| Emil Ruusuvuori Sebastian Ofner \| 6 3 \| 6 4 \| \| \| \| 3. \| \| Henri Kontinen / Emil Ruusuvuori Oliver Marach / Jürgen Melzer \| 65 7 \| 2 6 \| \| \| \| 4. \| \| Emil Ruusuvuori Dominic Thiem \| 6 3 \| 6 2 \| \| \| \| 5. \| \| Harri Heliövaara Dennis Novak \| 6 3 \| 3 6 \| 65 7 \| \| \| \| \| \| \| \| \| \| \| \| \| \| \| \| \| \| \| \| \| \| \| \| \| \| \| \| \| \| \| \| \| \| \| \| \| \| \| \| \| \| |        |                                                                |      |          |      |  |
| |        |                                                                | 1.   | 2.       | 3.   |  |
| 1. |        | Patrik Niklas-Salminen Dominic Thiem                           | 3 6  | 4 6      |      |  |
| 2. |        | Emil Ruusuvuori Sebastian Ofner                                | 6 3  | 6 4      |      |  |
| 3. |        | Henri Kontinen / Emil Ruusuvuori Oliver Marach / Jürgen Melzer | 65 7 | 2 6      |      |  |
| 4. |        | Emil Ruusuvuori Dominic Thiem                                  | 6 3  | 6 2      |      |  |
| 5. |        | Harri Heliövaara Dennis Novak                                  | 6 3  | 3 6      | 65 7 |  |
| |        |                                                                |      |          |      |  |
| |        |                                                                |      |          |      |  |
| |        |                                                                |      |          |      |  |
| |        |                                                                |      |          |      |  |
| |        |                                                                |      |          |      |  |

#### Maďarsko vs. Ukrajina
| | Maďarsko | 3 :                                                                  | 2    | Ukrajina |      |  |
| --- | -------- | -------------------------------------------------------------------- | ---- | -------- | ---- |  |
| Sport 11 Sports, Budapešť, Maďarsko 14.–16. září 2019 antuka |          |                                                                      |      |          |      |  |
| \| \| \| \| 1. \| 2. \| 3. \| \| \| -- \| \| -------------------------------------------------------------------- \| ---- \| --- \| ---- \| \| \| 1. \| \| Attila Balázs Serhij Stachovskyj \| 4 6 \| 3 6 \| \| \| \| 2. \| \| Márton Fucsovics Illja Marčenko \| 6 3 \| 6 2 \| \| \| \| 3. \| \| Attila Balázs / Márton Fucsovics Denys Molčanov / Serhij Stachovskyj \| 7 61 \| 3 6 \| 6 3 \| \| \| 4. \| \| Márton Fucsovics Serhij Stachovskyj \| 7 5 \| 3 6 \| 63 7 \| \| \| 5. \| \| Attila Balázs Illja Marčenko \| 6 4 \| 7 5 \| \| \| \| \| \| \| \| \| \| \| \| \| \| \| \| \| \| \| \| \| \| \| \| \| \| \| \| \| \| \| \| \| \| \| \| \| \| \| \| \| \| \| |          |                                                                      |      |          |      |  |
| |          |                                                                      | 1.   | 2.       | 3.   |  |
| 1. |          | Attila Balázs Serhij Stachovskyj                                     | 4 6  | 3 6      |      |  |
| 2. |          | Márton Fucsovics Illja Marčenko                                      | 6 3  | 6 2      |      |  |
| 3. |          | Attila Balázs / Márton Fucsovics Denys Molčanov / Serhij Stachovskyj | 7 61 | 3 6      | 6 3  |  |
| 4. |          | Márton Fucsovics Serhij Stachovskyj                                  | 7 5  | 3 6      | 63 7 |  |
| 5. |          | Attila Balázs Illja Marčenko                                         | 6 4  | 7 5      |      |  |
| |          |                                                                      |      |          |      |  |
| |          |                                                                      |      |          |      |  |
| |          |                                                                      |      |          |      |  |
| |          |                                                                      |      |          |      |  |
| |          |                                                                      |      |          |      |  |

#### Slovensko vs. Šýcarsko
| | Slovensko | 3 :                                                       | 1   | Šýcarsko |     |            |
| --- | --------- | --------------------------------------------------------- | --- | -------- | --- | ---------- |
| AXA Aréna NTC, Bratislava, Slovensko 13.–14. září 2019 antuka |           |                                                           |     |          |     |            |
| \| \| \| \| 1. \| 2. \| 3. \| \| \| -- \| \| --------------------------------------------------------- \| --- \| ---- \| --- \| ---------- \| \| 1. \| \| Martin Kližan Sandro Ehrat \| 2 6 \| 67 9 \| \| \| \| 2. \| \| Andrej Martin Henri Laaksonen \| 6 2 \| 4 6 \| 7 5 \| \| \| 3. \| \| Filip Polášek / Igor Zelenay Jérôme Kym / Henri Laaksonen \| 6 3 \| 6 3 \| \| \| \| 4. \| \| Norbert Gombos Henri Laaksonen \| 6 1 \| 6 1 \| \| \| \| 5. \| \| Andrej Martin Sandro Ehrat \| \| \| \| nehrálo se \| \| \| \| \| \| \| \| \| \| \| \| \| \| \| \| \| \| \| \| \| \| \| \| \| \| \| \| \| \| \| \| \| \| \| \| \| \| \| \| \| |           |                                                           |     |          |     |            |
| |           |                                                           | 1.  | 2.       | 3.  |            |
| 1. |           | Martin Kližan Sandro Ehrat                                | 2 6 | 67 9     |     |            |
| 2. |           | Andrej Martin Henri Laaksonen                             | 6 2 | 4 6      | 7 5 |            |
| 3. |           | Filip Polášek / Igor Zelenay Jérôme Kym / Henri Laaksonen | 6 3 | 6 3      |     |            |
| 4. |           | Norbert Gombos Henri Laaksonen                            | 6 1 | 6 1      |     |            |
| 5. |           | Andrej Martin Sandro Ehrat                                |     |          |     | nehrálo se |
| |           |                                                           |     |          |     |            |
| |           |                                                           |     |          |     |            |
| |           |                                                           |     |          |     |            |
| |           |                                                           |     |          |     |            |
| |           |                                                           |     |          |     |            |

#### Bělorusko vs. Portugalsko
| | Bělorusko | 3 :                                                       | 2    | Portugalsko |     |  |
| --- | --------- | --------------------------------------------------------- | ---- | ----------- | --- |  |
| Olympijské tenisové centrum republiky, Minsk, Bělorusko 13.–14. září 2019 tvrdý (hala) |           |                                                           |      |             |     |  |
| \| \| \| \| 1. \| 2. \| 3. \| \| \| -- \| \| --------------------------------------------------------- \| ---- \| ---- \| --- \| \| \| 1. \| \| Ilja Ivaška João Sousa \| 6 4 \| 1 6 \| 2 6 \| \| \| 2. \| \| Jegor Gerasimov João Domingues \| 6 2 \| 6 3 \| \| \| \| 3. \| \| Ilja Ivaška / Andrej Vasilevskij João Sousa / Pedro Sousa \| 3 6 \| 6 78 \| \| \| \| 4. \| \| Jegor Gerasimov João Sousa \| 7 63 \| 6 4 \| \| \| \| 5. \| \| Ilja Ivaška Pedro Sousa \| 6 4 \| 7 64 \| \| \| \| \| \| \| \| \| \| \| \| \| \| \| \| \| \| \| \| \| \| \| \| \| \| \| \| \| \| \| \| \| \| \| \| \| \| \| \| \| \| \| |           |                                                           |      |             |     |  |
| |           |                                                           | 1.   | 2.          | 3.  |  |
| 1. |           | Ilja Ivaška João Sousa                                    | 6 4  | 1 6         | 2 6 |  |
| 2. |           | Jegor Gerasimov João Domingues                            | 6 2  | 6 3         |     |  |
| 3. |           | Ilja Ivaška / Andrej Vasilevskij João Sousa / Pedro Sousa | 3 6  | 6 78        |     |  |
| 4. |           | Jegor Gerasimov João Sousa                                | 7 63 | 6 4         |     |  |
| 5. |           | Ilja Ivaška Pedro Sousa                                   | 6 4  | 7 64        |     |  |
| |           |                                                           |      |             |     |  |
| |           |                                                           |      |             |     |  |
| |           |                                                           |      |             |     |  |
| |           |                                                           |      |             |     |  |
| |           |                                                           |      |             |     |  |

## II. skupina
- Datum: 5.–6. dubna a 13.–14. září 2019
- Formát: Dvanáct týmů se utkalo v šesti vzájemných mezistátních zápasech. Opuštěn byl koncept vyřazovacího systému pavouka. Vítězové postoupili do nově vytvořené baráže 1. světové skupiny 2020. Na poražené čekala účast v baráži 2. světové skupiny 2020.[12]

Nasazené týmy
1. Rumunsko
2. Jižní Afrika
3. Dánsko
4. Litva
5. Egypt
6. Norsko

Další týmy
- Bulharsko
- Gruzie
- Maroko
- Slovinsko
- Turecko
- Zimbabwe

| Domácí           | výsledek | hosté     | místo konání | areál / hala                   | povrch    | zdroj  |
| ---------------- | -------- | --------- | ------------ | ------------------------------ | --------- | ------ |
| Rumunsko [1]     | 4–1      | Zimbabwe  | Piatra Neamț | Sala Polyvalenta               | tvrdý (h) | [ 13 ] |
| Jižní Afrika [2] | 4–1      | Bulharsko | Kapské Město | Kelvin Grove Club              | tvrdý     | [ 14 ] |
| Dánsko [3]       | 2–3      | Turecko   | Risskov      | Vejlby-Risskov Hallen          | tvrdý (h) | [ 15 ] |
| Maroko           | 2–3      | Litva [4] | Marrákeš     | Royal Tennis Club de Marrakech | antuka    | [ 16 ] |
| Egypt [5]        | 1–3      | Slovinsko | Káhira       | Gezira Sporting Club           | antuka    | [ 17 ] |
| Norsko [6]       | 3–1      | Gruzie    | Oslo         | Njård Tennisklubb              | antuka    | [ 18 ] |

### Zápasy

#### Rumunsko vs. Zimbabwe
| | Rumunsko | 4 :                                                            | 1   | Zimbabwe |    |  |
| --- | -------- | -------------------------------------------------------------- | --- | -------- | -- |  |
| Sala Polyvalenta, Piatra Neamț, Rumunsko 5.–6. dubna 2019 tvrdý (hala) |          |                                                                |     |          |    |  |
| \| \| \| \| 1. \| 2. \| 3. \| \| \| -- \| \| -------------------------------------------------------------- \| --- \| --- \| -- \| \| \| 1. \| \| Marius Copil Benjamin Lock \| 4 6 \| 5 7 \| \| \| \| 2. \| \| Dragoș Dima Takanyi Garanganga \| 6 3 \| 6 3 \| \| \| \| 3. \| \| Florin Mergea / Horia Tecău Benjamin Lock / Courtney John Lock \| 6 1 \| 6 4 \| \| \| \| 4. \| \| Marius Copil Takanyi Garanganga \| 6 4 \| 7 5 \| \| \| \| 5. \| \| Filip Cristian Jianu Mehluli Don Ayanda Sibanda \| 6 3 \| 7 5 \| \| \| \| \| \| \| \| \| \| \| \| \| \| \| \| \| \| \| \| \| \| \| \| \| \| \| \| \| \| \| \| \| \| \| \| \| \| \| \| \| \| \| |          |                                                                |     |          |    |  |
| |          |                                                                | 1.  | 2.       | 3. |  |
| 1. |          | Marius Copil Benjamin Lock                                     | 4 6 | 5 7      |    |  |
| 2. |          | Dragoș Dima Takanyi Garanganga                                 | 6 3 | 6 3      |    |  |
| 3. |          | Florin Mergea / Horia Tecău Benjamin Lock / Courtney John Lock | 6 1 | 6 4      |    |  |
| 4. |          | Marius Copil Takanyi Garanganga                                | 6 4 | 7 5      |    |  |
| 5. |          | Filip Cristian Jianu Mehluli Don Ayanda Sibanda                | 6 3 | 7 5      |    |  |
| |          |                                                                |     |          |    |  |
| |          |                                                                |     |          |    |  |
| |          |                                                                |     |          |    |  |
| |          |                                                                |     |          |    |  |
| |          |                                                                |     |          |    |  |

#### Jihoafrická republika vs. Bulharsko
| | Jihoafrická republika | 4 :                                                                | 1   | Bulharsko |     |  |
| --- | --------------------- | ------------------------------------------------------------------ | --- | --------- | --- |  |
| Kelvin Grove Club, Kapské Město, Jihoafrická republika 13.–14. září 2019 tvrdý |                       |                                                                    |     |           |     |  |
| \| \| \| \| 1. \| 2. \| 3. \| \| \| -- \| \| ------------------------------------------------------------------ \| --- \| ---- \| --- \| \| \| 1. \| \| Lloyd Harris Alexandar Lazarov \| 6 4 \| 63 7 \| 6 3 \| \| \| 2. \| \| Ruan Roelofse Dimitar Kuzmanov \| 5 7 \| 5 7 \| \| \| \| 3. \| \| Raven Klaasen / Ruan Roelofse Alexandr Donskij / Alexandar Lazarov \| 6 3 \| 6 2 \| \| \| \| 4. \| \| Lloyd Harris Dimitar Kuzmanov \| 6 3 \| 7 63 \| \| \| \| 5. \| \| Philip Henning Gabriel Doněv \| 6 2 \| 6 3 \| \| \| \| \| \| \| \| \| \| \| \| \| \| \| \| \| \| \| \| \| \| \| \| \| \| \| \| \| \| \| \| \| \| \| \| \| \| \| \| \| \| \| |                       |                                                                    |     |           |     |  |
| |                       |                                                                    | 1.  | 2.        | 3.  |  |
| 1. |                       | Lloyd Harris Alexandar Lazarov                                     | 6 4 | 63 7      | 6 3 |  |
| 2. |                       | Ruan Roelofse Dimitar Kuzmanov                                     | 5 7 | 5 7       |     |  |
| 3. |                       | Raven Klaasen / Ruan Roelofse Alexandr Donskij / Alexandar Lazarov | 6 3 | 6 2       |     |  |
| 4. |                       | Lloyd Harris Dimitar Kuzmanov                                      | 6 3 | 7 63      |     |  |
| 5. |                       | Philip Henning Gabriel Doněv                                       | 6 2 | 6 3       |     |  |
| |                       |                                                                    |     |           |     |  |
| |                       |                                                                    |     |           |     |  |
| |                       |                                                                    |     |           |     |  |
| |                       |                                                                    |     |           |     |  |
| |                       |                                                                    |     |           |     |  |

#### Dánsko vs. Turecko
| | Dánsko | 2 :                                                                    | 3    | Turecko |      |  |
| --- | ------ | ---------------------------------------------------------------------- | ---- | ------- | ---- |  |
| Vejlby-Risskov Hallen, Risskov, Dánsko 13.–14. září 2019 tvrdý (hala) |        |                                                                        |      |         |      |  |
| \| \| \| \| 1. \| 2. \| 3. \| \| \| -- \| \| ---------------------------------------------------------------------- \| ---- \| ---- \| ---- \| \| \| 1. \| \| Christian Sigsgaard Cem İlkel \| 64 7 \| 7 62 \| 2 6 \| \| \| 2. \| \| Holger Vitus Nødskov Rune Altuğ Çelikbilek \| 4 6 \| 6 1 \| 65 7 \| \| \| 3. \| \| Johannes Ingildsen / Frederik Nielsen Sarp Ağabigün / Altuğ Çelikbilek \| 61 7 \| 6 3 \| 6 4 \| \| \| 4. \| \| Holger Vitus Nødskov Rune Cem İlkel \| 7 64 \| 6 4 \| \| \| \| 5. \| \| Christian Sigsgaard Altuğ Çelikbilek \| 1 6 \| 65 7 \| \| \| \| \| \| \| \| \| \| \| \| \| \| \| \| \| \| \| \| \| \| \| \| \| \| \| \| \| \| \| \| \| \| \| \| \| \| \| \| \| \| \| |        |                                                                        |      |         |      |  |
| |        |                                                                        | 1.   | 2.      | 3.   |  |
| 1. |        | Christian Sigsgaard Cem İlkel                                          | 64 7 | 7 62    | 2 6  |  |
| 2. |        | Holger Vitus Nødskov Rune Altuğ Çelikbilek                             | 4 6  | 6 1     | 65 7 |  |
| 3. |        | Johannes Ingildsen / Frederik Nielsen Sarp Ağabigün / Altuğ Çelikbilek | 61 7 | 6 3     | 6 4  |  |
| 4. |        | Holger Vitus Nødskov Rune Cem İlkel                                    | 7 64 | 6 4     |      |  |
| 5. |        | Christian Sigsgaard Altuğ Çelikbilek                                   | 1 6  | 65 7    |      |  |
| |        |                                                                        |      |         |      |  |
| |        |                                                                        |      |         |      |  |
| |        |                                                                        |      |         |      |  |
| |        |                                                                        |      |         |      |  |
| |        |                                                                        |      |         |      |  |

#### Maroko vs. Litva
| | Maroko | 2 :                                                               | 3   | Litva |     |  |
| --- | ------ | ----------------------------------------------------------------- | --- | ----- | --- |  |
| Royal Tennis Club de Marrakech, Marrákeš, Maroko 5.–6. dubna 2019 antuka |        |                                                                   |     |       |     |  |
| \| \| \| \| 1. \| 2. \| 3. \| \| \| -- \| \| ----------------------------------------------------------------- \| --- \| ---- \| --- \| \| \| 1. \| \| Adam Moundir Ričardas Berankis \| 2 6 \| 65 7 \| \| \| \| 2. \| \| Lamine Ouahab Laurynas Grigelis \| 6 2 \| 6 0 \| \| \| \| 3. \| \| Anas Fattar / Lamine Ouahab Laurynas Grigelis / Julius Tverijonas \| 2 6 \| 6 3 \| 6 2 \| \| \| 4. \| \| Lamine Ouahab Ričardas Berankis \| 5 7 \| 2 6 \| \| \| \| 5. \| \| Amine Ahouda Laurynas Grigelis \| 4 6 \| 2 6 \| \| \| \| \| \| \| \| \| \| \| \| \| \| \| \| \| \| \| \| \| \| \| \| \| \| \| \| \| \| \| \| \| \| \| \| \| \| \| \| \| \| \| |        |                                                                   |     |       |     |  |
| |        |                                                                   | 1.  | 2.    | 3.  |  |
| 1. |        | Adam Moundir Ričardas Berankis                                    | 2 6 | 65 7  |     |  |
| 2. |        | Lamine Ouahab Laurynas Grigelis                                   | 6 2 | 6 0   |     |  |
| 3. |        | Anas Fattar / Lamine Ouahab Laurynas Grigelis / Julius Tverijonas | 2 6 | 6 3   | 6 2 |  |
| 4. |        | Lamine Ouahab Ričardas Berankis                                   | 5 7 | 2 6   |     |  |
| 5. |        | Amine Ahouda Laurynas Grigelis                                    | 4 6 | 2 6   |     |  |
| |        |                                                                   |     |       |     |  |
| |        |                                                                   |     |       |     |  |
| |        |                                                                   |     |       |     |  |
| |        |                                                                   |     |       |     |  |
| |        |                                                                   |     |       |     |  |

#### Egypt vs. Slovinsko
| | Egypt | 1 :                                                    | 3   | Slovinsko |      |            |
| --- | ----- | ------------------------------------------------------ | --- | --------- | ---- | ---------- |
| Gezira Sporting Club, Káhira, Egypt 13.–14. září 2019 antuka |       |                                                        |     |           |      |            |
| \| \| \| \| 1. \| 2. \| 3. \| \| \| -- \| \| ------------------------------------------------------ \| --- \| --- \| ---- \| ---------- \| \| 1. \| \| Karim-Mohamed Maamoun Aljaž Bedene \| 5 7 \| 1 4 \| \| skreč \| \| 2. \| \| Mohamed Safwat Blaž Rola \| 6 4 \| 1 6 \| 7 64 \| \| \| 3. \| \| Sherif Sabry / Mohamed Safwat Aljaž Bedene / Blaž Rola \| 5 7 \| 3 6 \| \| \| \| 4. \| \| Mohamed Safwat Aljaž Bedene \| 5 7 \| 5 7 \| \| \| \| 5. \| \| Karim-Mohamed Maamoun Blaž Rola \| \| \| \| nehrálo se \| \| \| \| \| \| \| \| \| \| \| \| \| \| \| \| \| \| \| \| \| \| \| \| \| \| \| \| \| \| \| \| \| \| \| \| \| \| \| \| \| |       |                                                        |     |           |      |            |
| |       |                                                        | 1.  | 2.        | 3.   |            |
| 1. |       | Karim-Mohamed Maamoun Aljaž Bedene                     | 5 7 | 1 4       |      | skreč      |
| 2. |       | Mohamed Safwat Blaž Rola                               | 6 4 | 1 6       | 7 64 |            |
| 3. |       | Sherif Sabry / Mohamed Safwat Aljaž Bedene / Blaž Rola | 5 7 | 3 6       |      |            |
| 4. |       | Mohamed Safwat Aljaž Bedene                            | 5 7 | 5 7       |      |            |
| 5. |       | Karim-Mohamed Maamoun Blaž Rola                        |     |           |      | nehrálo se |
| |       |                                                        |     |           |      |            |
| |       |                                                        |     |           |      |            |
| |       |                                                        |     |           |      |            |
| |       |                                                        |     |           |      |            |
| |       |                                                        |     |           |      |            |

#### Norsko vs. Gruzie
| | Norsko | 3 :                                                                  | 1   | Gruzie |    |            |
| --- | ------ | -------------------------------------------------------------------- | --- | ------ | -- | ---------- |
| Njård Tennisklubb, Oslo, Norsko 13.–14. září 2019 antuka |        |                                                                      |     |        |    |            |
| \| \| \| \| 1. \| 2. \| 3. \| \| \| -- \| \| -------------------------------------------------------------------- \| --- \| --- \| -- \| ---------- \| \| 1. \| \| Viktor Durasovic Alexandre Metreveli \| 5 7 \| 4 6 \| \| \| \| 2. \| \| Casper Ruud George Civadze \| 6 1 \| 6 0 \| \| \| \| 3. \| \| Viktor Durasovic / Casper Ruud Alexandre Bakši / Alexandre Metreveli \| 6 4 \| 6 3 \| \| \| \| 4. \| \| Casper Ruud Alexandre Metreveli \| 6 3 \| 6 2 \| \| \| \| 5. \| \| Viktor Durasovic George Civadze \| \| \| \| nehrálo se \| \| \| \| \| \| \| \| \| \| \| \| \| \| \| \| \| \| \| \| \| \| \| \| \| \| \| \| \| \| \| \| \| \| \| \| \| \| \| \| \| |        |                                                                      |     |        |    |            |
| |        |                                                                      | 1.  | 2.     | 3. |            |
| 1. |        | Viktor Durasovic Alexandre Metreveli                                 | 5 7 | 4 6    |    |            |
| 2. |        | Casper Ruud George Civadze                                           | 6 1 | 6 0    |    |            |
| 3. |        | Viktor Durasovic / Casper Ruud Alexandre Bakši / Alexandre Metreveli | 6 4 | 6 3    |    |            |
| 4. |        | Casper Ruud Alexandre Metreveli                                      | 6 3 | 6 2    |    |            |
| 5. |        | Viktor Durasovic George Civadze                                      |     |        |    | nehrálo se |
| |        |                                                                      |     |        |    |            |
| |        |                                                                      |     |        |    |            |
| |        |                                                                      |     |        |    |            |
| |        |                                                                      |     |        |    |            |
| |        |                                                                      |     |        |    |            |

## III. evropská skupina
- Datum: 11.–14. září 2019
- Dějiště: Tatoi Club, Athény, Řecko (antuka)
- Formát: Osm celků bylo rozděleno do dvou čtyřčlenných bloků A a B. Na základě pořadí pak sehrály týmy obou bloků vzájemné zápasy o konečné pořadí. První čtyři družstva postoupila do nově vytvořené baráže 2. světové skupiny 2020. Černá Hora a Makedonie sestoupily do IV. evropské skupiny euroafricé zóny 2020.[25]

### Nasazení
| Koš                                | tým               | ITF1) | Nasazení |
| ---------------------------------- | ----------------- | ----- | -------- |
| 1.                                 | Lucembursko       | 65.   | 1.       |
| 1.                                 | Estonsko          | 67.   | 2.       |
| 2.                                 | Polsko            | 69.   | 3.       |
| 2.                                 | Lotyšsko          | 71.   | 4.       |
| 3.                                 | Monako            | 74.   | 5.       |
| 3.                                 | Černá Hora        | 78.   | 6.       |
| 4.                                 | Severní Makedonie | 79.   | 7.       |
| 4.                                 | Řecko             | 85.   | 8.       |
| 1) – žebříček ITF ke 4. únoru 2019 |                   |       |          |

### Blok A
|    |             | POL | GRE | MON | LUX | Zápasy | Sety         | Hry           | Pořadí |
| 3. | Polsko      |     | 2–1 | 3–0 | 3–0 | 3–0    | 16–4 (80 %)  | 105–69 (60 %) | 1.     |
| 8. | Řecko       | 1–2 |     | 2–1 | 3–0 | 2–1    | 14–8 (64 %)  | 115–82 (58 %) | 2.     |
| 5. | Monako      | 0–3 | 1–2 |     | 3–0 | 1–2    | 10–12 (45 %) | 92–103 (47 %) | 3.     |
| 1. | Lucembursko | 0–3 | 0–3 | 0–3 |     | 0–3    | 2–18 (10 %)  | 60–118 (34 %) | 4.     |

### Blok B
|    |                   | EST | LAT | MNE | MKD | Zápasy | Sety        | Hry           | Pořadí |
| 2. | Estonsko          |     | 2–1 | 3–0 | 3–0 | 3–0    | 16–5 (76 %) | 120–81 (60 %) | 1.     |
| 4. | Lotyšsko          | 1–2 |     | 3–0 | 3–0 | 2–1    | 15–4 (79 %) | 112–76 (60 %) | 2.     |
| 6. | Černá Hora        | 0–3 | 0–3 |     | 3–0 | 1–2    | 8–13 (38 %) | 89–105 (46 %) | 3.     |
| 7. | Severní Makedonie | 0–3 | 0–3 | 0–3 |     | 0–3    | 1–18 (5 %)  | 56–115 (33 %) | 4.     |

### Baráž
| Pořadí                                     | tým bloku A | výsledek | tým bloku B       |
| ------------------------------------------ | ----------- | -------- | ----------------- |
| 1.–4. místo                                | Polsko      | 2–0      | Estonsko          |
| 1.–4. místo                                | Řecko       | 2–1      | Lotyšsko          |
| 5.–8. místo                                | Monako      | 2–1      | Severní Makedonie |
| 5.–8. místo                                | Lucembursko | 2–1      | Černá Hora        |
| – postup do baráže 2. světové skupiny 2020 |             |          |                   |

#### Zápas o 1.–4. místo: Polsko vs. Estonsko
| | Polsko | 2 :                                                              | 0   | Estonsko |    |            |
| --- | ------ | ---------------------------------------------------------------- | --- | -------- | -- | ---------- |
| Tatoi Club, Athény, Řecko 14. září antuka |        |                                                                  |     |          |    |            |
| \| \| \| \| 1. \| 2. \| 3. \| \| \| -- \| \| ---------------------------------------------------------------- \| --- \| --- \| -- \| ---------- \| \| 1. \| \| Kamil Majchrzak Kenneth Raisma \| 6 0 \| 6 2 \| \| \| \| 2. \| \| Hubert Hurkacz Kristjan Tamm \| 6 1 \| 7 5 \| \| \| \| 3. \| \| Łukasz Kubot / Marcin Matkowski Vladimir Ivanov / Kenneth Raisma \| \| \| \| nehrálo se \| \| \| \| \| \| \| \| \| \| \| \| \| \| \| \| \| \| \| \| \| \| \| \| \| \| \| \| \| \| \| \| \| \| \| \| \| \| \| \| \| |        |                                                                  |     |          |    |            |
| |        |                                                                  | 1.  | 2.       | 3. |            |
| 1. |        | Kamil Majchrzak Kenneth Raisma                                   | 6 0 | 6 2      |    |            |
| 2. |        | Hubert Hurkacz Kristjan Tamm                                     | 6 1 | 7 5      |    |            |
| 3. |        | Łukasz Kubot / Marcin Matkowski Vladimir Ivanov / Kenneth Raisma |     |          |    | nehrálo se |
| |        |                                                                  |     |          |    |            |
| |        |                                                                  |     |          |    |            |
| |        |                                                                  |     |          |    |            |
| |        |                                                                  |     |          |    |            |
| |        |                                                                  |     |          |    |            |

#### Zápas o 1.–4. místo: Řecko vs. Lotyšsko
| | Řecko | 2 :                                                                      | 1   | Lotyšsko |    |  |
| --- | ----- | ------------------------------------------------------------------------ | --- | -------- | -- |  |
| Tatoi Club, Athény, Řecko 14. září antuka |       |                                                                          |     |          |    |  |
| \| \| \| \| 1. \| 2. \| 3. \| \| \| -- \| \| ------------------------------------------------------------------------ \| --- \| --- \| -- \| \| \| 1. \| \| Michail Pervolarakis Robert Strombachs \| 6 4 \| 6 4 \| \| \| \| 2. \| \| Stefanos Tsitsipas Mārtiņš Podžus \| 6 4 \| 6 4 \| \| \| \| 3. \| \| Markos Kalovelonis / Petros Tsitsipas Mārtiņš Podžus / Robert Strombachs \| 4 6 \| 0 6 \| \| \| \| \| \| \| \| \| \| \| \| \| \| \| \| \| \| \| \| \| \| \| \| \| \| \| \| \| \| \| \| \| \| \| \| \| \| \| \| \| \| \| |       |                                                                          |     |          |    |  |
| |       |                                                                          | 1.  | 2.       | 3. |  |
| 1. |       | Michail Pervolarakis Robert Strombachs                                   | 6 4 | 6 4      |    |  |
| 2. |       | Stefanos Tsitsipas Mārtiņš Podžus                                        | 6 4 | 6 4      |    |  |
| 3. |       | Markos Kalovelonis / Petros Tsitsipas Mārtiņš Podžus / Robert Strombachs | 4 6 | 0 6      |    |  |
| |       |                                                                          |     |          |    |  |
| |       |                                                                          |     |          |    |  |
| |       |                                                                          |     |          |    |  |
| |       |                                                                          |     |          |    |  |
| |       |                                                                          |     |          |    |  |

#### Zápas o 5.–8. místo: Monako vs. Severní Makedonie
| | Monako | 2 :                                                                | 1       | Severní Makedonie |     |  |
| --- | ------ | ------------------------------------------------------------------ | ------- | ----------------- | --- |  |
| Tatoi Club, Athény, Řecko 14. září antuka |        |                                                                    |         |                   |     |  |
| \| \| \| \| 1. \| 2. \| 3. \| \| \| -- \| \| ------------------------------------------------------------------ \| ------- \| --- \| --- \| \| \| 1. \| \| Lucas Catarina Dimitar Grabul \| 713 611 \| 6 2 \| \| \| \| 2. \| \| Hugo Nys Gorazd Srbljak \| 6 4 \| 4 6 \| 4 6 \| \| \| 3. \| \| Romain Arneodo / Benjamin Balleret Dimitar Grabul / Gorazd Srbljak \| 6 1 \| 6 2 \| \| \| \| \| \| \| \| \| \| \| \| \| \| \| \| \| \| \| \| \| \| \| \| \| \| \| \| \| \| \| \| \| \| \| \| \| \| \| \| \| \| \| |        |                                                                    |         |                   |     |  |
| |        |                                                                    | 1.      | 2.                | 3.  |  |
| 1. |        | Lucas Catarina Dimitar Grabul                                      | 713 611 | 6 2               |     |  |
| 2. |        | Hugo Nys Gorazd Srbljak                                            | 6 4     | 4 6               | 4 6 |  |
| 3. |        | Romain Arneodo / Benjamin Balleret Dimitar Grabul / Gorazd Srbljak | 6 1     | 6 2               |     |  |
| |        |                                                                    |         |                   |     |  |
| |        |                                                                    |         |                   |     |  |
| |        |                                                                    |         |                   |     |  |
| |        |                                                                    |         |                   |     |  |
| |        |                                                                    |         |                   |     |  |

#### Zápas o 5.–8. místo: Lucembursko vs. Černá Hora
| | Lucembursko | 2 :                                                          | 1   | Černá Hora |     |  |
| --- | ----------- | ------------------------------------------------------------ | --- | ---------- | --- |  |
| Tatoi Club, Athény, Řecko 14. září antuka |             |                                                              |     |            |     |  |
| \| \| \| \| 1. \| 2. \| 3. \| \| \| -- \| \| ------------------------------------------------------------ \| --- \| --- \| --- \| \| \| 1. \| \| Chris Rodesch Rrezart Cungu \| 6 4 \| 5 7 \| 6 1 \| \| \| 2. \| \| Ugo Nastasi Ljubomir Čelebić \| 3 6 \| 1 6 \| \| \| \| 3. \| \| Ugo Nastasi / Chris Rodesch Ljubomir Čelebić / Igor Saveljić \| 6 3 \| 2 6 \| 6 4 \| \| \| \| \| \| \| \| \| \| \| \| \| \| \| \| \| \| \| \| \| \| \| \| \| \| \| \| \| \| \| \| \| \| \| \| \| \| \| \| \| \| |             |                                                              |     |            |     |  |
| |             |                                                              | 1.  | 2.         | 3.  |  |
| 1. |             | Chris Rodesch Rrezart Cungu                                  | 6 4 | 5 7        | 6 1 |  |
| 2. |             | Ugo Nastasi Ljubomir Čelebić                                 | 3 6 | 1 6        |     |  |
| 3. |             | Ugo Nastasi / Chris Rodesch Ljubomir Čelebić / Igor Saveljić | 6 3 | 2 6        | 6 4 |  |
| |             |                                                              |     |            |     |  |
| |             |                                                              |     |            |     |  |
| |             |                                                              |     |            |     |  |
| |             |                                                              |     |            |     |  |
| |             |                                                              |     |            |     |  |

## III. africká skupina
- Datum: 11.–14. září 2019
- Dějiště: Nairobi Club Ground, Nairobi, Keňa (antuka)
- Formát: Osm celků bylo rozděleno do dvou čtyřčlenných bloků A a B. Na základě pořadí pak sehrály týmy obou bloků vzájemné zápasy o konečné pořadí. Tunisko a Keňa postoupily do nově vytvořené baráže 2. světové skupiny 2020. Namibie a Nigérie sestoupily do IV. africké skupiny euroafrické zóny 2020.[30]

### Nasazení
| Koš                                | tým        | ITF1) | Nasazení |
| ---------------------------------- | ---------- | ----- | -------- |
| 1.                                 | Tunisko    | 70.   | 1.       |
| 1.                                 | Keňa       | 76.   | 2.       |
| 2.                                 | Benin      | 80    | 3.       |
| 2.                                 | Namibie    | 81.   | 4.       |
| 3.                                 | Nigérie    | 88.   | 5.       |
| 3.                                 | Alžírsko   | 90.   | 6.       |
| 4.                                 | Mosambik   | 105.  | 7.       |
| 4.                                 | Madagaskar | 111.  | 8.       |
| 1) – žebříček ITF ke 4. únoru 2019 |            |       |          |

### Blok A
|    |          | TUN | MOZ | NAM | NGR | Zápasy | Sety        | Hry           | Pořadí |
| 1. | Tunisko  |     | 3–0 | 3–0 | 3–0 | 3–0    | 18–1 (95 %) | 114–55 (67 %) | 1.     |
| 7. | Mosambik | 0–3 |     | 2–1 | 2–1 | 2–1    | 9–10 (47 %) | 77–89 (46 %)  | 2.     |
| 4. | Namibie  | 0–3 | 1–2 |     | 2–1 | 1–2    | 6–12 (33 %) | 76–97 (44 %)  | 3.     |
| 5. | Nigérie  | 0–3 | 1–2 | 1–2 |     | 0–3    | 4–14 (22 %) | 71–97 (42 %)  | 4.     |

### Blok B
|    |            | KEN | MAD | ALG | BEN | Zápasy | Sety        | Hry            | Pořadí |
| 2. | Keňa       |     | 2–1 | 2–1 | 2–1 | 3–0    | 14–8 (64 %) | 118–111 (52 %) | 1.     |
| 8. | Madagaskar | 1–2 |     | 3–0 | 2–1 | 2–1    | 13–8 (62 %) | 106–93 (53 %)  | 2.     |
| 6. | Alžírsko   | 1–2 | 0–3 |     | 2–1 | 1–2    | 6–15 (29 %) | 96–118 (45 %)  | 3.     |
| 3. | Benin      | 1–2 | 1–2 | 1–2 |     | 0–3    | 9–11 (45 %) | 103–101 (50 %) | 4.     |

### Baráž
| Pořadí                                     | tým bloku A | výsledek | tým bloku B |
| ------------------------------------------ | ----------- | -------- | ----------- |
| 1.–2. místo                                | Tunisko     | 2–0      | Madagaskar  |
| 3.–4. místo                                | Mosambik    | 0–2      | Keňa        |
| 5.–8. místo                                | Nigérie     | 0–2      | Alžírsko    |
| 5.–8. místo                                | Namibie     | 0–3      | Benin       |
| – postup do baráže 2. světové skupiny 2020 |             |          |             |

#### Zápas o 1. místo: Madagaskar vs. Tunisko
| | Madagaskar | 0 :                                                              | 2   | Tunisko |    |            |
| --- | ---------- | ---------------------------------------------------------------- | --- | ------- | -- | ---------- |
| Nairobi Club Ground, Nairobi, Keňa 14. září antuka |            |                                                                  |     |         |    |            |
| \| \| \| \| 1. \| 2. \| 3. \| \| \| -- \| \| ---------------------------------------------------------------- \| --- \| --- \| -- \| ---------- \| \| 1. \| \| Toky Ranaivo Aziz Ouakaa \| 4 6 \| 5 7 \| \| \| \| 2. \| \| Jean-Jacques Rakotohasy Skander Mansouri \| 1 6 \| 4 6 \| \| \| \| 3. \| \| Antso Rakotondramanga / Toky Ranaivo Aziz Dougaz / Malek Džazírí \| \| \| \| nehrálo se \| \| \| \| \| \| \| \| \| \| \| \| \| \| \| \| \| \| \| \| \| \| \| \| \| \| \| \| \| \| \| \| \| \| \| \| \| \| \| \| \| |            |                                                                  |     |         |    |            |
| |            |                                                                  | 1.  | 2.      | 3. |            |
| 1. |            | Toky Ranaivo Aziz Ouakaa                                         | 4 6 | 5 7     |    |            |
| 2. |            | Jean-Jacques Rakotohasy Skander Mansouri                         | 1 6 | 4 6     |    |            |
| 3. |            | Antso Rakotondramanga / Toky Ranaivo Aziz Dougaz / Malek Džazírí |     |         |    | nehrálo se |
| |            |                                                                  |     |         |    |            |
| |            |                                                                  |     |         |    |            |
| |            |                                                                  |     |         |    |            |
| |            |                                                                  |     |         |    |            |
| |            |                                                                  |     |         |    |            |

#### Zápas o 3. místo: Mosambik vs. Keňa
| | Mosambik | 0 :                                                                        | 2    | Keňa |    |            |
| --- | -------- | -------------------------------------------------------------------------- | ---- | ---- | -- | ---------- |
| Nairobi Club Ground, Nairobi, Keňa 14. září antuka |          |                                                                            |      |      |    |            |
| \| \| \| \| 1. \| 2. \| 3. \| \| \| -- \| \| -------------------------------------------------------------------------- \| ---- \| --- \| -- \| ---------- \| \| 1. \| \| Bruno Nhavene Ibrahim Kibet Yego \| 6 78 \| 4 6 \| \| \| \| 2. \| \| Franco Mata Ismael Changawa Ruwa Mzai \| 1 6 \| 1 6 \| \| \| \| 3. \| \| Franco Mata / Bruno Nhavene Ismael Changawa Ruwa Mzai / Ibrahim Kibet Yego \| \| \| \| nehrálo se \| \| \| \| \| \| \| \| \| \| \| \| \| \| \| \| \| \| \| \| \| \| \| \| \| \| \| \| \| \| \| \| \| \| \| \| \| \| \| \| \| |          |                                                                            |      |      |    |            |
| |          |                                                                            | 1.   | 2.   | 3. |            |
| 1. |          | Bruno Nhavene Ibrahim Kibet Yego                                           | 6 78 | 4 6  |    |            |
| 2. |          | Franco Mata Ismael Changawa Ruwa Mzai                                      | 1 6  | 1 6  |    |            |
| 3. |          | Franco Mata / Bruno Nhavene Ismael Changawa Ruwa Mzai / Ibrahim Kibet Yego |      |      |    | nehrálo se |
| |          |                                                                            |      |      |    |            |
| |          |                                                                            |      |      |    |            |
| |          |                                                                            |      |      |    |            |
| |          |                                                                            |      |      |    |            |
| |          |                                                                            |      |      |    |            |

#### Zápas o 5.–8. místo: Alžírsko vs. Nigérie
| | Alžírsko | 2 :                                                           | 0   | Nigérie |    |            |
| --- | -------- | ------------------------------------------------------------- | --- | ------- | -- | ---------- |
| Nairobi Club Ground, Nairobi, Keňa 14. září antuka |          |                                                               |     |         |    |            |
| \| \| \| \| 1. \| 2. \| 3. \| \| \| -- \| \| ------------------------------------------------------------- \| --- \| --- \| -- \| ---------- \| \| 1. \| \| Samir Hamza Reguig Paul Etim \| 6 4 \| 7 5 \| \| \| \| 2. \| \| Youcef Rihane Emmanuel Idoko \| 6 1 \| 6 4 \| \| \| \| 3. \| \| Nazim Makhlouf / Youcef Rihane Emmanuel Audu / Emmanuel Idoko \| \| \| \| nehrálo se \| \| \| \| \| \| \| \| \| \| \| \| \| \| \| \| \| \| \| \| \| \| \| \| \| \| \| \| \| \| \| \| \| \| \| \| \| \| \| \| \| |          |                                                               |     |         |    |            |
| |          |                                                               | 1.  | 2.      | 3. |            |
| 1. |          | Samir Hamza Reguig Paul Etim                                  | 6 4 | 7 5     |    |            |
| 2. |          | Youcef Rihane Emmanuel Idoko                                  | 6 1 | 6 4     |    |            |
| 3. |          | Nazim Makhlouf / Youcef Rihane Emmanuel Audu / Emmanuel Idoko |     |         |    | nehrálo se |
| |          |                                                               |     |         |    |            |
| |          |                                                               |     |         |    |            |
| |          |                                                               |     |         |    |            |
| |          |                                                               |     |         |    |            |
| |          |                                                               |     |         |    |            |

#### Zápas o 5.–8. místo: Namibie vs. Benin
| | Namibie | 0 :                                                                         | 3   | Benin |          |  |
| --- | ------- | --------------------------------------------------------------------------- | --- | ----- | -------- |  |
| Nairobi Club Ground, Nairobi, Keňa 14. září antuka |         |                                                                             |     |       |          |  |
| \| \| \| \| 1. \| 2. \| 3. \| \| \| -- \| \| --------------------------------------------------------------------------- \| --- \| ---- \| -------- \| \| \| 1. \| \| Codie Schalk van Schalkwyk Delmas N'tcha \| 2 6 \| 61 7 \| \| \| \| 2. \| \| Jean Erasmus Alexis Klégou \| 1 6 \| 2 6 \| \| \| \| 3. \| \| Riaan de Wit / Connor Henry van Schalkwyk Sylvestre Monnou / Arnaud Sewanou \| 5 7 \| 6 4 \| [2] [10] \| \| \| \| \| \| \| \| \| \| \| \| \| \| \| \| \| \| \| \| \| \| \| \| \| \| \| \| \| \| \| \| \| \| \| \| \| \| \| \| \| \| |         |                                                                             |     |       |          |  |
| |         |                                                                             | 1.  | 2.    | 3.       |  |
| 1. |         | Codie Schalk van Schalkwyk Delmas N'tcha                                    | 2 6 | 61 7  |          |  |
| 2. |         | Jean Erasmus Alexis Klégou                                                  | 1 6 | 2 6   |          |  |
| 3. |         | Riaan de Wit / Connor Henry van Schalkwyk Sylvestre Monnou / Arnaud Sewanou | 5 7 | 6 4   | [2] [10] |  |
| |         |                                                                             |     |       |          |  |
| |         |                                                                             |     |       |          |  |
| |         |                                                                             |     |       |          |  |
| |         |                                                                             |     |       |          |  |
| |         |                                                                             |     |       |          |  |

## IV. evropská skupina
- Datum: 15.–20. července 2019
- Dějiště: Centro Tennis Cassa di Risparmio, San Marino (antuka)
- Formát: Deset celků bylo rozděleno do dvou pětičlenných bloků A a B. Na základě pořadí pak týmy obou bloků sehrály vzájemné zápasy o konečné pořadí. Kypr a Irsko postoupily do III. evropské skupiny euroafrické zóny 2020.[35]

### Nasazení
| Poř.                               | tým             | ITF1) | Nasazení |
| ---------------------------------- | --------------- | ----- | -------- |
| 1                                  | Lichtenštejnsko | 91.   | 1.       |
| 1                                  | Irsko           | 93.   | 2.       |
| 2                                  | Kypr            | 94.   | 3.       |
| 2                                  | Malta           | 97.   | 4.       |
| 3                                  | Island          | 98.   | 5.       |
| 3                                  | Andorra         | 108.  | 6.       |
| 4                                  | Arménie         | 113.  | 7.       |
| 4                                  | San Marino      | 121.  | 8.       |
| 5                                  | Albánie         | 126.  | 9.       |
| 5                                  | Kosovo          | 132.  | 10.      |
| 1) – žebříček ITF ke 4. únoru 2019 |                 |       |          |

### Blok A
|    |                 | CYP | LIE | ISL | ARM | ALB | Zápasy | Sety         | Hry            | Pořadí |
| 3. | Kypr            |     | 3–0 | 3–0 | 3–0 | 3–0 | 4–0    | 24–0 (100 %) | 144–25 (85 %)  | 1.     |
| 1. | Lichtenštejnsko | 0–3 |     | 2–1 | 1–2 | 3–0 | 2–2    | 15–12 (56 %) | 111–121 (49 %) | 2.     |
| 5. | Island          | 0–3 | 1–2 |     | 2–1 | 3–0 | 2–2    | 12–14 (46 %) | 108–106 (50 %) | 3.     |
| 7. | Arménie         | 0–3 | 2–1 | 1–2 |     | 3–0 | 2–2    | 13–14 (48 %) | 115–126 (48 %) | 4.     |
| 9. | Albánie         | 0–3 | 0–3 | 0–3 | 0–3 |     | 0–4    | 0–24 (0 %)   | 46–146 (24 %)  | 5.     |

### Blok B
|     |            | IRL | MLT | SMR | KOS | AND | Zápasy | Sety         | Hry            | Pořadí |
| 2.  | Irsko      |     | 3–0 | 2–1 | 3–0 | 3–0 | 4–0    | 23–2 (92 %)  | 147–48 (75 %)  | 1.     |
| 4.  | Malta      | 0–3 |     | 2–1 | 3–0 | 2–1 | 3–1    | 14–12 (54 %) | 113–88 (56 %)  | 2.     |
| 8.  | San Marino | 1–2 | 1–2 |     | 2–1 | 2–1 | 2–2    | 13–14 (48 %) | 106–120 (47 %) | 3.     |
| 10. | Kosovo     | 0–3 | 0–3 | 1–2 |     | 2–1 | 1–3    | 8–19 (30 %)  | 77–142 (35 %)  | 4.     |
| 6.  | Andorra    | 0–3 | 1–2 | 1–2 | 1–2 |     | 0–4    | 7–18 (28 %)  | 90–135 (40 %)  | 5.     |

### Baráž
| Pořadí       | tým bloku A     | výsledek | tým bloku B |
| ------------ | --------------- | -------- | ----------- |
| 1.–2. místo  | Kypr            | 2–1      | Irsko       |
| 3.–4. místo  | Lichtenštejnsko | 3–0      | Malta       |
| 5.–6. místo  | Island          | 3–0      | San Marino  |
| 7.–8. místo  | Arménie         | 3–0      | Kosovo      |
| 9.–10. místo | Albánie         | 2–1      | Andorra     |

#### Zápas o 1. místo: Kypr vs. Irsko
| | Kypr | 2 :                                                                 | 1   | Irsko |      |  |
| --- | ---- | ------------------------------------------------------------------- | --- | ----- | ---- |  |
| Centro Tennis Cassa di Rispamio, San Marino 20. července antuka |      |                                                                     |     |       |      |  |
| \| \| \| \| 1. \| 2. \| 3. \| \| \| -- \| \| ------------------------------------------------------------------- \| --- \| --- \| ---- \| \| \| 1. \| \| Menelaos Efstathiou Simon Carr \| 3 6 \| 1 6 \| \| \| \| 2. \| \| Petros Chrysochos Peter Bothwell \| 7 5 \| 6 3 \| \| \| \| 3. \| \| Petros Chrysochos / Sergis Kyratzis Peter Bothwell / Julian Bradley \| 6 2 \| 2 6 \| 7 60 \| \| \| \| \| \| \| \| \| \| \| \| \| \| \| \| \| \| \| \| \| \| \| \| \| \| \| \| \| \| \| \| \| \| \| \| \| \| \| \| \| \| |      |                                                                     |     |       |      |  |
| |      |                                                                     | 1.  | 2.    | 3.   |  |
| 1. |      | Menelaos Efstathiou Simon Carr                                      | 3 6 | 1 6   |      |  |
| 2. |      | Petros Chrysochos Peter Bothwell                                    | 7 5 | 6 3   |      |  |
| 3. |      | Petros Chrysochos / Sergis Kyratzis Peter Bothwell / Julian Bradley | 6 2 | 2 6   | 7 60 |  |
| |      |                                                                     |     |       |      |  |
| |      |                                                                     |     |       |      |  |
| |      |                                                                     |     |       |      |  |
| |      |                                                                     |     |       |      |  |
| |      |                                                                     |     |       |      |  |

#### Zápas o 3. místo: Lichtenštejnsko vs. Malta
| | Lichtenštejnsko | 3 :                                                         | 0   | Malta |    |  |
| --- | --------------- | ----------------------------------------------------------- | --- | ----- | -- |  |
| Centro Tennis Cassa di Rispamio, San Marino 20. července antuka |                 |                                                             |     |       |    |  |
| \| \| \| \| 1. \| 2. \| 3. \| \| \| -- \| \| ----------------------------------------------------------- \| --- \| --- \| -- \| \| \| 1. \| \| Timo Kranz Omar Sudzuka \| 6 1 \| 6 4 \| \| \| \| 2. \| \| Vital Flurin Leuch Matthew Cassar Torregiani \| 6 0 \| 6 0 \| \| \| \| 3. \| \| Timo Kranz / Vital Flurin Leuch Denzil Agius / Omar Sudzuka \| 6 2 \| 6 1 \| \| \| \| \| \| \| \| \| \| \| \| \| \| \| \| \| \| \| \| \| \| \| \| \| \| \| \| \| \| \| \| \| \| \| \| \| \| \| \| \| \| \| |                 |                                                             |     |       |    |  |
| |                 |                                                             | 1.  | 2.    | 3. |  |
| 1. |                 | Timo Kranz Omar Sudzuka                                     | 6 1 | 6 4   |    |  |
| 2. |                 | Vital Flurin Leuch Matthew Cassar Torregiani                | 6 0 | 6 0   |    |  |
| 3. |                 | Timo Kranz / Vital Flurin Leuch Denzil Agius / Omar Sudzuka | 6 2 | 6 1   |    |  |
| |                 |                                                             |     |       |    |  |
| |                 |                                                             |     |       |    |  |
| |                 |                                                             |     |       |    |  |
| |                 |                                                             |     |       |    |  |
| |                 |                                                             |     |       |    |  |

#### Zápas o 5. místo: Island vs. San Marino
| | Island | 3 :                                                                       | 0   | San Marino |    |  |
| --- | ------ | ------------------------------------------------------------------------- | --- | ---------- | -- |  |
| Centro Tennis Cassa di Rispamio, San Marino 20. července antuka |        |                                                                           |     |            |    |  |
| \| \| \| \| 1. \| 2. \| 3. \| \| \| -- \| \| ------------------------------------------------------------------------- \| --- \| ---- \| -- \| \| \| 1. \| \| Daniel Siddall Domenico Vicini \| 6 3 \| 7 62 \| \| \| \| 2. \| \| Egill Sigurðsson Filippo Tommesani \| 6 1 \| 6 0 \| \| \| \| 3. \| \| Birkir Gunnarsson / Anton Magnusson Tommaso Simoncini / Filippo Tommesani \| 6 4 \| 6 1 \| \| \| \| \| \| \| \| \| \| \| \| \| \| \| \| \| \| \| \| \| \| \| \| \| \| \| \| \| \| \| \| \| \| \| \| \| \| \| \| \| \| \| |        |                                                                           |     |            |    |  |
| |        |                                                                           | 1.  | 2.         | 3. |  |
| 1. |        | Daniel Siddall Domenico Vicini                                            | 6 3 | 7 62       |    |  |
| 2. |        | Egill Sigurðsson Filippo Tommesani                                        | 6 1 | 6 0        |    |  |
| 3. |        | Birkir Gunnarsson / Anton Magnusson Tommaso Simoncini / Filippo Tommesani | 6 4 | 6 1        |    |  |
| |        |                                                                           |     |            |    |  |
| |        |                                                                           |     |            |    |  |
| |        |                                                                           |     |            |    |  |
| |        |                                                                           |     |            |    |  |
| |        |                                                                           |     |            |    |  |

#### Zápas o 7. místo: Arménie vs. Kosovo
| | Arménie | 3 :                                                              | 0   | Kosovo |    |  |
| --- | ------- | ---------------------------------------------------------------- | --- | ------ | -- |  |
| Centro Tennis Cassa di Rispamio, San Marino 20. července antuka |         |                                                                  |     |        |    |  |
| \| \| \| \| 1. \| 2. \| 3. \| \| \| -- \| \| ---------------------------------------------------------------- \| --- \| --- \| -- \| \| \| 1. \| \| Artur Soghojan Muhamed Zulji \| 6 0 \| 6 3 \| \| \| \| 2. \| \| Sedrak Chačatrjan Burim Bytyqi \| 6 1 \| 6 2 \| \| \| \| 3. \| \| Mikajel Chačatrjan / Artur Soghojan Burim Bytyqi / Muhamed Zulji \| 6 2 \| 6 3 \| \| \| \| \| \| \| \| \| \| \| \| \| \| \| \| \| \| \| \| \| \| \| \| \| \| \| \| \| \| \| \| \| \| \| \| \| \| \| \| \| \| \| |         |                                                                  |     |        |    |  |
| |         |                                                                  | 1.  | 2.     | 3. |  |
| 1. |         | Artur Soghojan Muhamed Zulji                                     | 6 0 | 6 3    |    |  |
| 2. |         | Sedrak Chačatrjan Burim Bytyqi                                   | 6 1 | 6 2    |    |  |
| 3. |         | Mikajel Chačatrjan / Artur Soghojan Burim Bytyqi / Muhamed Zulji | 6 2 | 6 3    |    |  |
| |         |                                                                  |     |        |    |  |
| |         |                                                                  |     |        |    |  |
| |         |                                                                  |     |        |    |  |
| |         |                                                                  |     |        |    |  |
| |         |                                                                  |     |        |    |  |

#### Zápas o 9. místo: Albánie vs. Andorra
| | Albánie | 2 :                                                                      | 1   | Andorra |    |          |
| --- | ------- | ------------------------------------------------------------------------ | --- | ------- | -- | -------- |
| Centro Tennis Cassa di Rispamio, San Marino 20. července antuka |         |                                                                          |     |         |    |          |
| \| \| \| \| 1. \| 2. \| 3. \| \| \| -- \| \| ------------------------------------------------------------------------ \| --- \| --- \| -- \| -------- \| \| 1. \| \| Martin Muedini Guillermo Jáuregui \| 6 2 \| 6 1 \| \| \| \| 2. \| \| Rajan Dushi Èric Cervós Noguer \| 1 6 \| 1 6 \| \| \| \| 3. \| \| Martin Muedini / Genajd Shypheja Èric Cervós Noguer / Guillermo Jáuregui \| \| \| \| bez boje \| \| \| \| \| \| \| \| \| \| \| \| \| \| \| \| \| \| \| \| \| \| \| \| \| \| \| \| \| \| \| \| \| \| \| \| \| \| \| \| \| |         |                                                                          |     |         |    |          |
| |         |                                                                          | 1.  | 2.      | 3. |          |
| 1. |         | Martin Muedini Guillermo Jáuregui                                        | 6 2 | 6 1     |    |          |
| 2. |         | Rajan Dushi Èric Cervós Noguer                                           | 1 6 | 1 6     |    |          |
| 3. |         | Martin Muedini / Genajd Shypheja Èric Cervós Noguer / Guillermo Jáuregui |     |         |    | bez boje |
| |         |                                                                          |     |         |    |          |
| |         |                                                                          |     |         |    |          |
| |         |                                                                          |     |         |    |          |
| |         |                                                                          |     |         |    |          |
| |         |                                                                          |     |         |    |          |

## IV. africká skupina
- Datum: 26.–29. června 2019
- Dějiště: Kintélé Sportovní komplex Kintélé, Brazzaville, Konžská republika (tvrdý)
- Formát: Sedm celků bylo rozděleno do dvou základních bloků A a B. Na základě pořadí pak sehrály týmy obou bloků vzájemné zápasy o konečné pořadí. Ghana a Rwanda postoupily do III. africké skupiny euroafrické zóny 2020.[41]

### Nasazení
| Poř.                               | tým      | ITF1) | Nasazení |
| ---------------------------------- | -------- | ----- | -------- |
| 1.                                 | Kamerun  | 119.  | 1.       |
| 1.                                 | Rwanda   | 124.  | 2.       |
| 2.                                 | Botswana | 128.  | 3.       |
| 2.                                 | Ghana    | 129.  | 4.       |
| 3.                                 | Uganda   | 131.  | 5.       |
| 3.                                 | Kongo    | —     | 6.       |
| 3.                                 | Gabon    | —     | 7.       |
| 1) – žebříček ITF ke 4. únoru 2019 |          |       |          |

### Blok A
|    |         | GHA | CMR | GAB | Zápasy | Sety        | Hry          | Pořadí |
| 4. | Ghana   |     | 2–1 | 3–0 | 2–0    | 11–3 (79 %) | 81–68 (54 %) | 1.     |
| 1. | Kamerun | 1–2 |     | 2–1 | 1–1    | 6–7 (46 %)  | 66–64 (51 %) | 2.     |
| 7. | Gabon   | 0–3 | 1–2 |     | 0–2    | 3–10 (23 %) | 60–75 (44 %) | 3.     |

### Blok B
|    |          | RWA | UGA | BOT | CGO | Zápasy | Sety        | Hry           | Pořadí |
| 2. | Rwanda   |     | 2–1 | 3–0 | 3–0 | 3–0    | 17–4 (81 %) | 113–71 (61 %) | 1.     |
| 5. | Uganda   | 1–2 |     | 2–1 | 3–0 | 2–1    | 14–7 (67 %) | 107–74 (59 %) | 2.     |
| 3. | Botswana | 0–3 | 1–2 |     | 2–1 | 1–2    | 6–12 (33 %) | 82–80 (51 %)  | 3.     |
| 6. | Kongo    | 0–3 | 0–3 | 1–2 |     | 0–3    | 2–16 (11 %) | 29–106 (21 %) | 4.     |

### Baráž
| Pořadí      | tým bloku A | výsledek | tým bloku B |
| ----------- | ----------- | -------- | ----------- |
| 1.–2. místo | Ghana       | 2–0      | Rwanda      |
| 3.–4. místo | Kamerun     | 2–0      | Uganda      |
| 5.–6. místo | Gabon       | 2–0      | Botswana    |
| 7. místo    | —           | —        | Kongo       |

#### Zápas o 1. místo: Ghana vs. Rwanda
| | Ghana | 2 :                                                                | 0   | Rwanda |    |            |
| --- | ----- | ------------------------------------------------------------------ | --- | ------ | -- | ---------- |
| Kintélé Sports Complex, Brazzaville, Konžská republika 29. června tvrdý |       |                                                                    |     |        |    |            |
| \| \| \| \| 1. \| 2. \| 3. \| \| \| -- \| \| ------------------------------------------------------------------ \| --- \| --- \| -- \| ---------- \| \| 1. \| \| Herman Abban Ernest Habiyambere \| 6 4 \| 1 0 \| \| skreč \| \| 2. \| \| Isaac Nortey Olivier Havugimana \| 6 3 \| 6 1 \| \| \| \| 3. \| \| Herman Abban / Benjamin Palm Ernest Habiyambere / Étienne Niyigena \| \| \| \| nehrálo se \| \| \| \| \| \| \| \| \| \| \| \| \| \| \| \| \| \| \| \| \| \| \| \| \| \| \| \| \| \| \| \| \| \| \| \| \| \| \| \| \| |       |                                                                    |     |        |    |            |
| |       |                                                                    | 1.  | 2.     | 3. |            |
| 1. |       | Herman Abban Ernest Habiyambere                                    | 6 4 | 1 0    |    | skreč      |
| 2. |       | Isaac Nortey Olivier Havugimana                                    | 6 3 | 6 1    |    |            |
| 3. |       | Herman Abban / Benjamin Palm Ernest Habiyambere / Étienne Niyigena |     |        |    | nehrálo se |
| |       |                                                                    |     |        |    |            |
| |       |                                                                    |     |        |    |            |
| |       |                                                                    |     |        |    |            |
| |       |                                                                    |     |        |    |            |
| |       |                                                                    |     |        |    |            |

#### Zápas o 3. místo: Kamerun vs. Uganda
| | Kamerun | 2 :                                                                      | 0   | Uganda |     |            |
| --- | ------- | ------------------------------------------------------------------------ | --- | ------ | --- | ---------- |
| Kintélé Sports Complex, Brazzaville, Konžská republika 29. června tvrdý |         |                                                                          |     |        |     |            |
| \| \| \| \| 1. \| 2. \| 3. \| \| \| -- \| \| ------------------------------------------------------------------------ \| --- \| ---- \| --- \| ---------- \| \| 1. \| \| Étienne Teboh Frank Tayebwa \| 6 1 \| 6 1 \| \| \| \| 2. \| \| Nkwenti Blaise Ngwohoh David Oringa \| 3 6 \| 7 61 \| 6 3 \| \| \| 3. \| \| Nkwenti Blaise Ngwohoh / Étienne Teboh Simon Peter Ayella / David Oringa \| \| \| \| nehrálo se \| \| \| \| \| \| \| \| \| \| \| \| \| \| \| \| \| \| \| \| \| \| \| \| \| \| \| \| \| \| \| \| \| \| \| \| \| \| \| \| \| |         |                                                                          |     |        |     |            |
| |         |                                                                          | 1.  | 2.     | 3.  |            |
| 1. |         | Étienne Teboh Frank Tayebwa                                              | 6 1 | 6 1    |     |            |
| 2. |         | Nkwenti Blaise Ngwohoh David Oringa                                      | 3 6 | 7 61   | 6 3 |            |
| 3. |         | Nkwenti Blaise Ngwohoh / Étienne Teboh Simon Peter Ayella / David Oringa |     |        |     | nehrálo se |
| |         |                                                                          |     |        |     |            |
| |         |                                                                          |     |        |     |            |
| |         |                                                                          |     |        |     |            |
| |         |                                                                          |     |        |     |            |
| |         |                                                                          |     |        |     |            |

#### Zápas o 5. místo: Botswana vs. Gabon
| | Botswana | 0 :                                                                 | 2   | Gabon |    |            |
| --- | -------- | ------------------------------------------------------------------- | --- | ----- | -- | ---------- |
| Kintélé Sports Complex, Brazzaville, Konžská republika 29. června tvrdý |          |                                                                     |     |       |    |            |
| \| \| \| \| 1. \| 2. \| 3. \| \| \| -- \| \| ------------------------------------------------------------------- \| --- \| ---- \| -- \| ---------- \| \| 1. \| \| Thato Holmes Willy Lebendje \| 4 6 \| 6 78 \| \| \| \| 2. \| \| Lefa Ashley Sibanda Lyold Obiang Ondo \| 3 6 \| 3 6 \| \| \| \| 3. \| \| Thato Holmes / Matshidiso Malope Willy Lebendje / Lyold Obiang Ondo \| \| \| \| nehrálo se \| \| \| \| \| \| \| \| \| \| \| \| \| \| \| \| \| \| \| \| \| \| \| \| \| \| \| \| \| \| \| \| \| \| \| \| \| \| \| \| \| |          |                                                                     |     |       |    |            |
| |          |                                                                     | 1.  | 2.    | 3. |            |
| 1. |          | Thato Holmes Willy Lebendje                                         | 4 6 | 6 78  |    |            |
| 2. |          | Lefa Ashley Sibanda Lyold Obiang Ondo                               | 3 6 | 3 6   |    |            |
| 3. |          | Thato Holmes / Matshidiso Malope Willy Lebendje / Lyold Obiang Ondo |     |       |    | nehrálo se |
| |          |                                                                     |     |       |    |            |
| |          |                                                                     |     |       |    |            |
| |          |                                                                     |     |       |    |            |
| |          |                                                                     |     |       |    |            |
| |          |                                                                     |     |       |    |            |